# عدیل اختر
عدیل اختر (اردو: عدیل اختر؛ زادهٔ ۱۸ سپتامبر ۱۹۸۰) یک بازیگر پاکستانی‌تبار اهل بریتانیا است.
از فیلم‌ها یا برنامه‌های تلویزیونی که وی در آن نقش داشته‌است، می‌توان به شروود، آرمان‌شهر، پن، مدیر شب، بیمار بزرگ ، انولا هولمز، رودخانه و 'ویکتوریا و عبدل اشاره کرد.